# 大天文台溯源深空巡天
大天文台溯源深空巡天(Great Observatories Origins Deep Survey，縮寫為 GOODS)是NASA結合三個大型軌道天文台進行巡天調查的計畫。以哈伯太空望遠鏡、史匹哲太空望遠鏡和錢德拉X射線天文臺為主，再加上其他太空望遠鏡，如XMM-牛頓衛星，和一些世界上最强大的地面望遠鏡的數據。
GOODS的目的在使天文學家能夠研究遙遠的早期宇宙中星系的形成和演化。

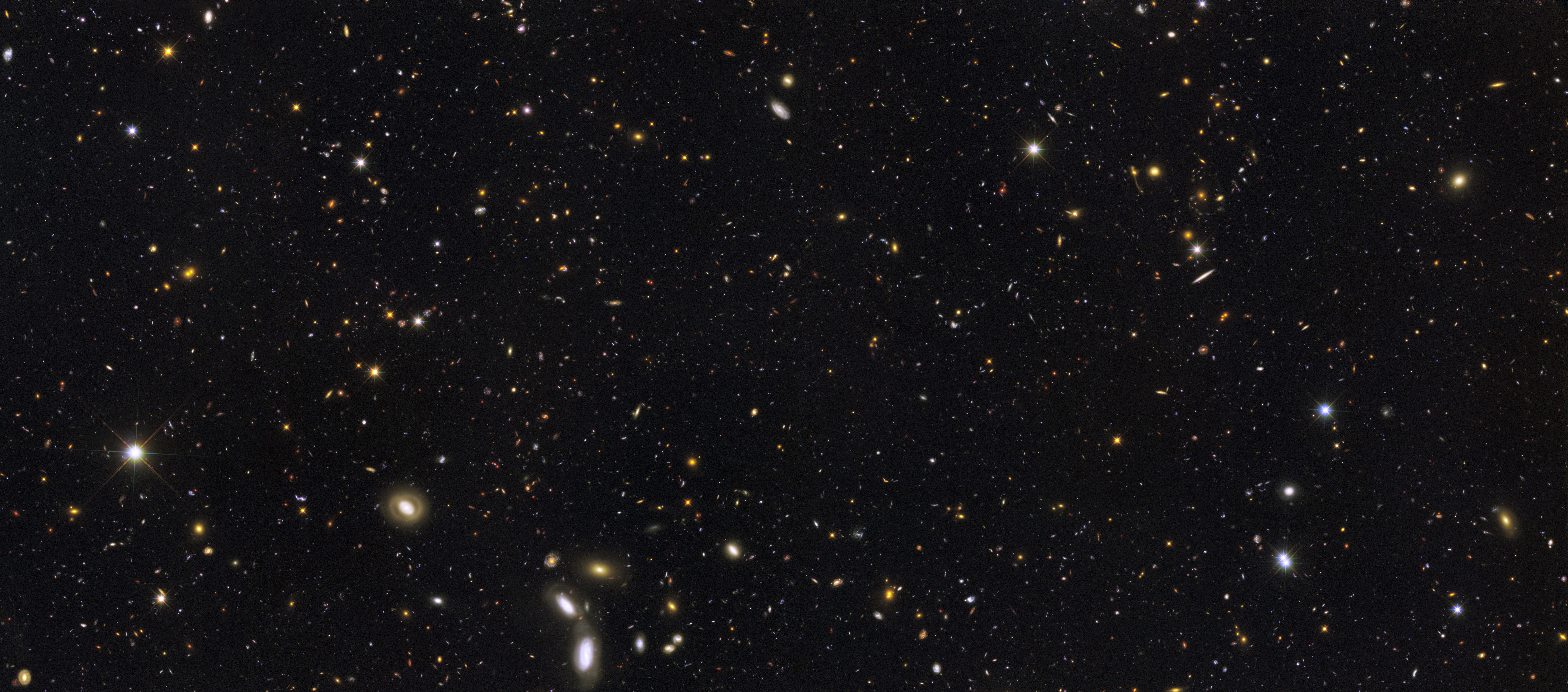
GOODS Field (Hubble component)

大天文台溯源深空巡天包括哈伯太空望遠鏡先進巡天照相機、甚大望遠鏡、和基特峰國家天文台4米望遠鏡的可見光和近紅外線影像；史匹哲太空望遠鏡的紅外數據。這些數據被添加進錢德拉X射線天文台和ESA的XMM-牛頓衛星等已經存在的X射線數據：視野為10'X16'，分別以以哈伯深空北(12h 36m 55s, +62° 14m 15s)，和錢德拉深場南（3h 32m 30s，-27° 48m 20s）為中心。 
就GOODS的深度和波長覆蓋而言，這兩個區域是天空中數據最豐富的領域。

## 儀器

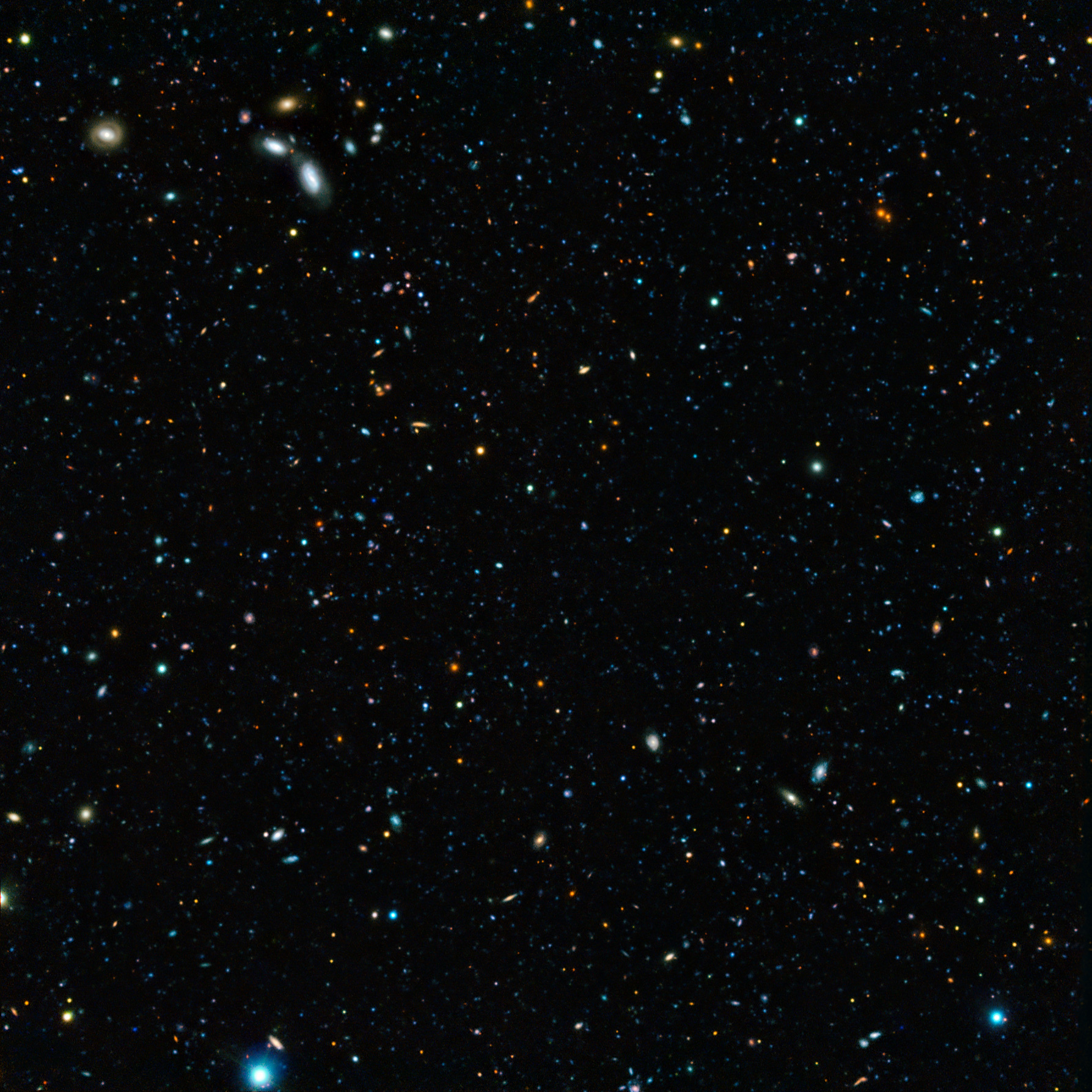
大天文台溯源深空巡天南星場的合成影像。這是使用ESO甚大望遠鏡的4架8.2米望遠鏡中的兩架進行深度量測的結果。

大天文台溯源深空巡天計畫的數據由下列的太空望遠鏡提供： 
- 哈伯太空望遠鏡：先進巡天照相機的光學影像。
- 史匹哲太空望遠鏡：紅外線影像。
- 錢德拉X射線天文臺：X射線。
- XMM-牛頓衛星：屬於ESA的X射線望遠鏡。
- 赫歇爾太空天文臺：屬於ESA的紅外線望遠鏡。

## 哈伯太空望遠鏡的影像
大天文台溯源深空巡天計畫使用哈伯太空望遠鏡的先進巡天照相機中4個濾鏡所拍攝的影像，它們的中心波長分別為435、606、775和850奈米。生成的影像覆蓋超過光度靈敏度較低的哈伯深空30倍的區域，並且有足夠的解析度，可以在紅移高達6的距離上，分辨出千秒差距尺度的天體，讓天文學家們研究。

## 赫歇爾
在2010年5月，科學家宣告赫歇爾太空天文臺由光電探測器陣列攝像機和分光計(PACS)和光譜和光度成像接收機(SPIRE)獲得的數據在進行初步分析後，將加入大天文台溯源深空巡天計畫資料庫。在2009年10月，赫歇爾觀察了大天文台溯源深空巡天計畫的北場，2010年1月觀察了南場。在進行這些觀測時，赫歇爾也確定了宇宙紅外線背景輻射的來源。

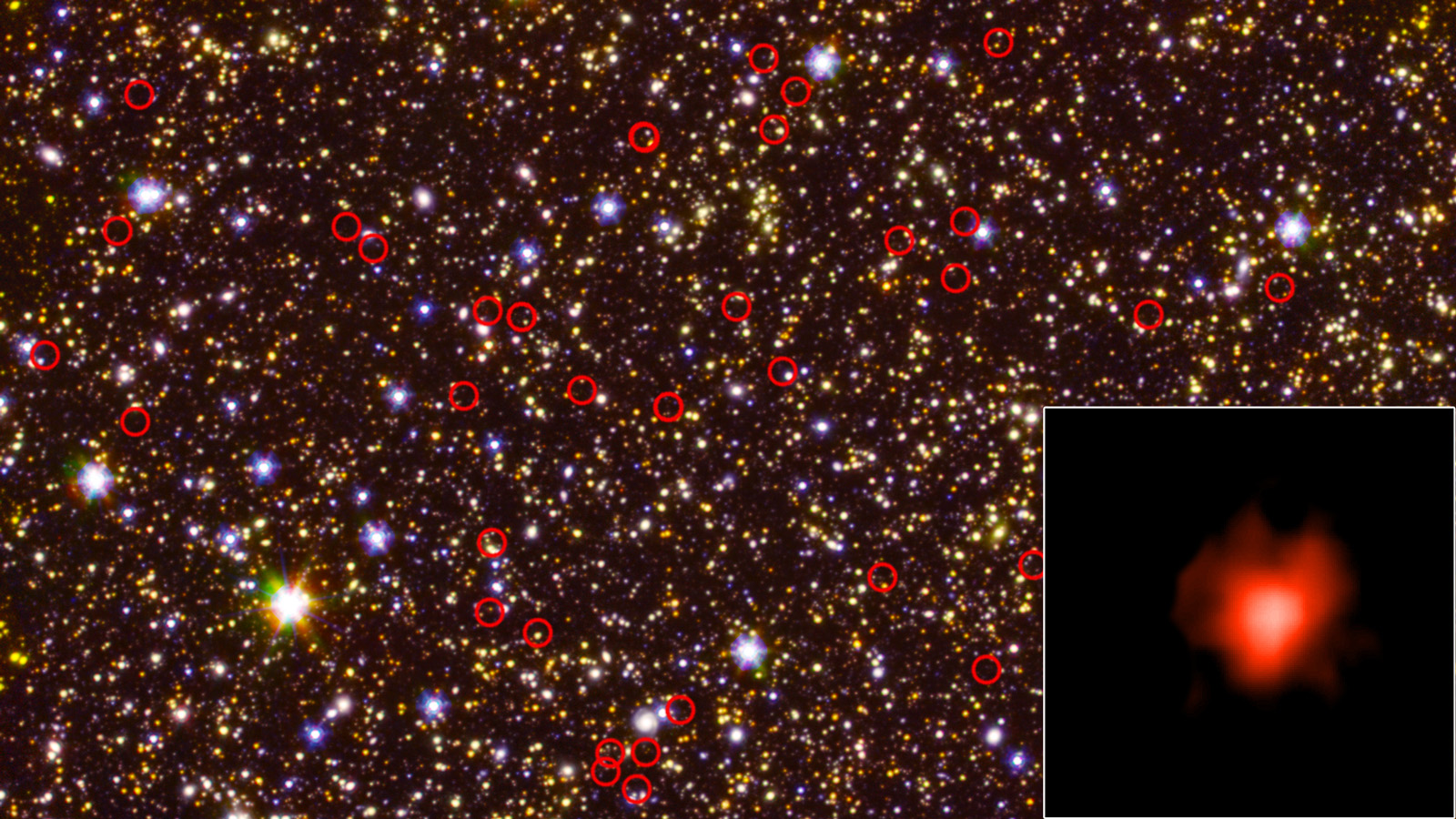
大天文台溯源深空巡天（來自史匹哲太空望遠鏡的廣域圖庫的再電離時代影像）
哈伯和史匹哲太空望遠鏡的星系場
（紅圈標示出非常微弱、遙遠的星系：插圖是一個例子）（2019年5月8日）

## 外部連結
- 官方网站
- . Image of the Day Gallery. NASA. 2010-01-07  [2021-04-13]. （原始内容存档于2021-03-05）. More than 12 billion years of cosmic history are shown in this panoramic, full-color view of thousands of galaxies
- . ESOcast. ESO. 2010-09-27  [2021-04-13]. 21. （原始内容存档于2021-04-20）.